# Rząd Hazima al-Biblawiego
Rząd Hazima al-Biblawiego - gabinet pod kierownictwem Hazima al-Biblawiego, powołany i zaprzysiężony, w wyniku odwołaniu rządu Hiszama Kandila przez pełniącego obowiązki prezydenta, Adli Mansura 16 lipca 2013, składający się z osób bezpartyjnych, ale też członków Wafd oraz Partii Egiptu. Był rządem tymczasowym, który miał pełnić swoją rolę do wyborów parlamentarnych. Gabinet zakończył swoje funkcjonowanie 3 marca 2014, gdy nowym premierem został Ibrahim Mahlab.  

## Reakcje
Rząd został uznany za nielegalny przez Bractwo Muzułmańskie. Niektórzy zachodni politycy skrytykowali powstanie rządu, ponieważ uznali obalenie poprzedniej władzy za niedemokratyczne.

## Skład rządu
| Urząd                                             | Nazwisko                       | Ugrupowanie   |
| ------------------------------------------------- | ------------------------------ | ------------- |
| Premier                                           | Hazim al-Biblawi               | Bezpartyjny   |
| Wicepremier i Minister Obrony Narodowej           | Abd al-Fattah as-Sisi          | Wojskowy      |
| Wicepremier i Minister Szkolnictwa Wyższego       | Husam Isa                      | Bezpartyjny   |
| Wicepremier i Minister Współpracy Międzynarodowej | Zijad Baha ad-Din              | Bezpartyjny   |
| Minister Turystyki                                | Hiszam Zazu                    | Bezpartyjny   |
| Minister Spraw Wewnętrznych                       | Muhammad Ibrahim Mustafa       | Bezpartyjny   |
| Minister Przemysłu i Wymiany                      | Munir Fachri Abd an-Nur        | Wafd          |
| Minister Transportu                               | Ibrahim ad-Dumajri             | Bezpartyjny   |
| Minister Rolnictwa                                | Ajman Farid Abu Hadid          | Bezpartyjny   |
| Minister Komunikacji i Technologii Informacyjnej  | Atif Hilmi                     | Bezpartyjny   |
| Sekretarz Stanu ds. Produkcji Broni               | Wakat                          |               |
| Minister Elektryczności i Energii                 | Ahmad Imam                     | Bezpartyjny   |
| Minister Sprawiedliwości i Planowania             | Adil Abd al-Hamid              | Bezpartyjny   |
| Minister Inwestycji                               | Usama Salih                    | Bezpartyjny   |
| Sekretarz Stanu ds. Rozwoju Administracji         | Hani Mahmud                    | Bezpartyjny   |
| Sekretarz Stanu ds. Starożytności                 | Muhammad Ibrahim Ali as-Sajjid | Bezpartyjny   |
| Minister Solidarności Społecznej                  | Ahmad al-Bura’i                | Bezpartyjny   |
| Minister Kultury                                  | Muhammad Arab                  | Bezpartyjny   |
| Minister Tymczasowego Pojednania Narodowego       | Amin al-Mahdi                  | Bezpartyjny   |
| Minister Mediów                                   | Durrijja Szaraf ad-Din         | Bezpartyjna   |
| Minister Spraw Zagranicznych                      | Nabil Fahmi                    | Bezpartyjny   |
| Ministerstwo Lotnictwa Cywilnego                  | Ahmad Dżalal                   | Bezpartyjny   |
| Minister Mieszkalnictwa i Rozwoju Miast           | Abd al-Aziz Fadil              | Bezpartyjny   |
| Minister Handlu Wewnętrznego i Zaopatrzenia       | Ibrahim Mahlab                 | Bezpartyjny   |
| Minister Młodzieży                                | Chalid Abd al-Aziz             | Partia Egiptu |